# زاگووبا (استان لوبلین)
زاگووبا (به لهستانی:  Zagłoba) یک روستا در لهستان است که در گمینا ویلکوو (استان لوبلین) واقع شده‌است.